# Hospital San Pablo de Coquimbo
El Hospital San Pablo de Coquimbo es un establecimiento de salud público chileno, ubicado en la capital de la Provincia de Elqui, en la Región de Coquimbo. Actualmente es uno de los más grandes y modernos de la zona norte del país.
En la actualidad el hospital posee un gran número de especialidades, destacando las áreas de medicina, cirugía, pediatría, neurología,traumatología y Servicio de Especialidades Odontólogicas. Además, posee un convenio con la Universidad Católica del Norte para la realización de prácticas profesionales por parte de los alumnos de la Facultad de Medicina de dicha institución.

## Historia
La Municipalidad de Coquimbo adquirió el 3 de febrero de 1872 una casaquinta ubicada en el extremo sur de la calle Aldunate. Dicho edificio fue constituido como hospital ese mismo año, destinándole 16 camas.
El 29 de abril de 1900 fue inaugurado el Hospital San Pablo, ubicado entre las avenidas Videla y Manuel Antonio Matta, en una casona de 2 pisos construida a fines del siglo XIX. Actualmente dichos terrenos son ocupados por una ferretería.
El 6 de noviembre de 1968 el presidente de la República, Eduardo Frei Montalva, firmó el decreto que ordenaba la construcción de un nuevo edificio para el Hospital San Pablo, trasladándolo a la intersección de la Avenida Videla con la ruta 5  Panamericana La Serena-Coquimbo. La primera piedra fue colocada el 16 de marzo de 1971. El nuevo hospital fue inaugurado el 26 de marzo de 1976 por el entonces ministro de Salud Fernando Matthei, convirtiéndose en esa fecha en el centro asistencial más moderno del sistema público de salud chileno.
En 2008 se inició la construcción de un nuevo edificio de hospitalización, que posee 7 pisos, un helipuerto y modernas instalaciones. A inicios de 2010 se finalizó la construcción, con lo que el Hospital San Pablo se constituyó como uno de los más modernos en la zona. El 19 de noviembre de 2010, con el traslado de varios pacientes internados en las antiguas dependencias, el nuevo edificio comenzó a ser utilizado de manera oficial.
La torre antigua del hospital —que ya había resultado dañada tras el terremoto de 1997— sufrió severos daños tras el terremoto de septiembre de 2015, cerrando algunos sectores y determinando la instalación de un hospital de campaña de manera provisoria.

## Servicios clínicos
- Servicio de Especialidades Odontológicas de alta complejidad
- Servicio de Traumatología y ortopedia
- Servicio de Obstetricia y ginecología
- Servicio de Medicina Interna
- Servicio de Pediatría
- Servicio de Cirugía
- Servicio de Neurología y Neurocirugía
- Servicio de Atención de Urgencias
- Servicio de Imagenología
- Servicio de Pensionado
- Servicio de Psiquiatría
- Unidad de paciente crítico (Unidad de cuidados intensivos y Unidad de tratamiento intermedio)
- Unidad de paciente crítico Pediátrico
- Unidad de Recién Nacido
- Unidad de Laboratorio clínico
- Unidad de Dermatología
- Unidad de Urología
- Unidad de Anestesiologia
- Unidad de Hemodiálisis
- Unidad geriátrica de agudos
- Unidad de Medicina Física y rehabilitación
- Unidad de Farmacia hospitalaria